# کارمیشوو
کارمیشوو (به لاتین: Karmyshevo) یک منطقهٔ مسکونی در روسیه است که در باشقیرستان واقع شده‌است.